# Usnea sanctaeritae
Usnea sanctaeritae är en lavart som beskrevs av P. Clerc & Herrera-Campos. Usnea sanctaeritae ingår i släktet Usnea och familjen Parmeliaceae.   Inga underarter finns listade i Catalogue of Life.